# Naturschutzgebiet Karlsburger und Oldenburger Holz
Koordinaten: 53° 56′ 56,3″ N, 13° 37′ 19,3″ O
Das Naturschutzgebiet Karlsburger und Oldenburger Holz ist ein 422 Hektar großes Naturschutzgebiet in den Gemeinden und Karlsburg, Züssow und Ranzin im Landkreis Vorpommern-Greifswald in Mecklenburg-Vorpommern.

## Lage

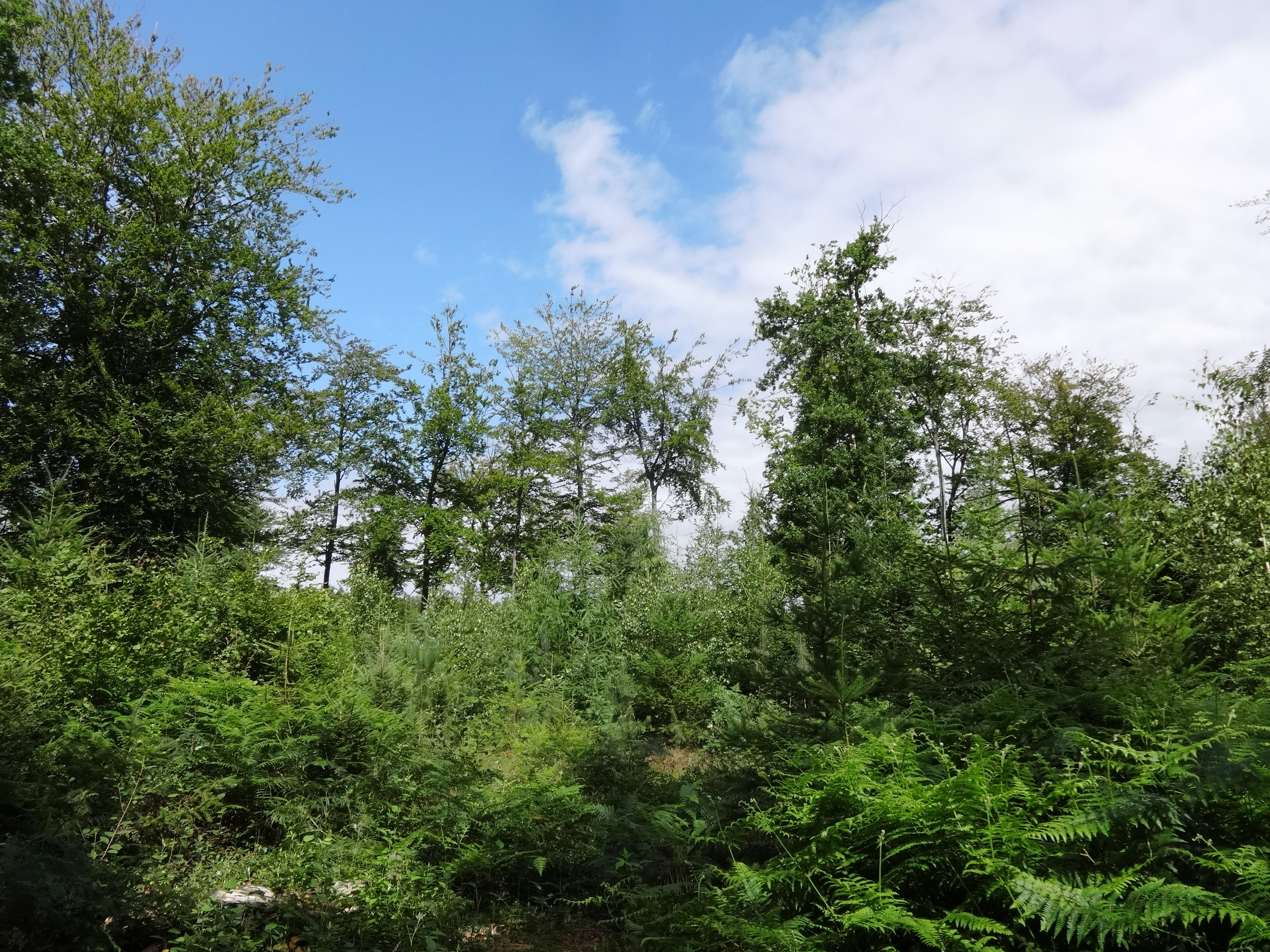
Hochmoor

Das Schutzgebiet umfasst ein strukturreiches Waldgebiet mit historischen Waldnutzungsformen, feuchten Senken und Grünlandflächen. Es besteht – von West nach Ost – aus den drei Teilflächen:  eine Offenlandfläche südwestlich von Oldenburg (ein Ortsteil von Züssow), dem südlichen Teil des Oldenburger Holzes um den Ulanenberg und den südöstlichen Teil des Karlsburger Holzes, links und rechts der Bundesstraße 109. Innerhalb der Flächen existiert ein Höhenunterschied von 15 bis 30 Meter über Normalnull. Das Karlsburger und das Oldenburger Holz gehören zur Landschaftseinheit Lehmplatten nördlich der Peene, das die Ordnungsnummer 200 trägt.

## Geschichte und Geologie
Die Flächen entstanden als Grundmoränenlandschaft während der Weichsel-Kaltzeit. Aus dieser Zeit ist im südlichen Randbereich eine Geschiebelehmbedeckung durch oberflächliche Verwitterung des kalkhaltigen Geschiebemergels erhalten geblieben. Der Gletscher taute zu dieser Zeit nach Osten hin ab und hinterließ große Bereiche, die durch Schmelzwasser gestaltet wurden. Durch Reliefumkehr entstanden dabei die im 21. Jahrhundert noch vorhandenen Höhenzüge mit Os-Charakter. Diese Ausprägung ist beispielsweise westlich des Ulanenbergs als schmale Fortsetzung der Erhebung erkennbar. Das abschmelzende Wasser hinterließ eine große, flächenhafte Sedimentation von Sanden. Auf diese Art und Weise bildeten sich geringmächtige limnisch-fluvatile Sande heraus, die zu einem späteren Zeitpunkt durch die Vermoorung zum Teil mit Torf und Moorerde abgedeckt wurden.
Die Flächen rund um das Karlsburger und Oldenburger Holz wurden über viele Jahrhunderte als Mittel- und Niederwald genutzt. In den vermoorten Senken stocken alte Bestände eines Hutewaldes. Diese Bewirtschaftung wurde um 1820 eingestellt. In der ersten Hälfte des 19. Jahrhunderts forsteten Experten einige dieser Hutungen mit Nadelbäumen auf. Sie nutzten die vorhandenen Senken, um das Gebiet in die Swinow zu entwässern. Die Grünflächen wurden bis zur Unterschutzstellung am 16. November 1978 als Standweiden genutzt. Im 21. Jahrhundert dienen sie als Mahdgrünland. Das Schutzgebiet wurde mit Wirkung zum 20. September 1984 erweitert. Der Schutzzweck ist der „Erhalt eines reich strukturierten Laubwaldgebietes mit historischen Waldformen, vermoorten Senken und angrenzenden feuchten Grünwaldflächen als Lebensraum des Schreiadlers“. Seit 2004 kümmert sich der Naturschutzbund Deutschland (NABU) um den größten Teil des Gebietes.

## Fauna und Flora
Das Schutzgebiet ist Lebensraum des stark im Bestand bedrohten Schreiadlers. Daneben ist aber auch der Rot- und Schwarzmilan, der Wespenbussard, der Waldwasserläufer, der Klein- und Schwarzspecht, der Schlagschwirl sowie der Trauer- und Zwergschnäpper heimisch. Im Gebiet wurden sechs Fledermausarten nachgewiesen. Über die Swinow ist der Biber eingewandert. Er hat in dem Naturschutzgebiet die größte Biberburg im Landkreis gebaut.
Aus der historischen Nutzung befinden sich – insbesondere auf den Mineralböden – noch einige, teilweise mehrere hundert Jahre alte Stieleichen, Rotbuchen und hainbuchenreiche Bestände im Naturschutzgebiet. Größere Flächen sind mit Lärchen, Fichten und Douglasien bewachsen, die auf ehemaligen Hutungsflächen aufgeforstet wurden. In nassen, abgeschlossenen Senken wachsen die Seggenriese und die Grauweide. Größere Flächen sind mit Erlenbruchwäldern und der Sumpf-Schwertlilie, Röhricht und Rohrglanzgras bewachsen. Am Südrand sind alte Hudewaldformen mit Stieleichen und Rotbuchen erhalten geblieben. Hier wachsen das Wiesen-Kammgras sowie Rotschwingelrasen. Im Unterwuchs ist der Weißdorn und die Hasel anzutreffen.

## Gebietszustand und Entwicklung
Der Gebietszustand wird als unbefriedigend eingeschätzt, da der Wasserhaushalt der vermoorten Senken durch Entwässerungen gestört ist und zahlreiche standortsfremde Baumarten im Gebiet gepflanzt wurden. Es ist das Ziel, den Laubholzanteil durch Zurücknahme von Nadelholz zu vergrößern. Weiterhin sollen einige Gebiete von der Entwässerung abgekoppelt werden. Der NABU plant weiterhin, trockengelegte Waldmoore und Feuchtwiesen wieder zu vernässen und so ein typisches Artenspektrum einzuführen.

## Öffentliche Nutzung
Mehrere Wege führen durch das Gebiet. Sie wurden ab 1975 von Horst Zilm gemeinsam mit Patienten aus dem Diabetes Institut Karlsburg beschildert. Ein Wanderweg ist mit einem grünen Balken auf einem weißen Grund markiert und führt durch das mittlere Naturschutzgebiet. In seinem nördlichen Teil befindet sich der Siebrechtsweg, der nach dem Waldarbeiter Dieter Siebrecht benannt ist. Er starb am 19. Februar 1998 bei einem Holzeinschlag im Wald. Ihm zu Ehren pflanzte die Gemeinde den Baum des Jahres 1998, eine Wildbirne, an die Unfallstelle und stellte dort eine Gedenktafel auf. In westlicher Richtung steht eine fast vollständige Baumreihe mit den Bäumen des Jahres von 1990 bis 2008. Hinter der als Eulenbrücke benannten Überquerung einer Senke beginnt ein Naturlehrpfad mit Schautafeln der typischen Lebensgemeinschaften im Hochmoor. Des Weiteren befindet sich in dem Gebiet ein Duellstein mit der Aufschrift F. v. H. 4. 8. 1846. Der historische Hintergrund konnte bislang nicht genau beleuchtet werden. Experten vermuten, dass er an den Gutsherren Friedrich von Homeyer erinnert, dessen Gut Ranzin in der Nähe des Naturschutzgebietes lag. Die überwiegende Anzahl der Wege führt auf einen zentralen Platz, die so genannte Spinne zu.